# Monsieur Klein
Monsieur Klein is een Franse film van Joseph Losey die werd uitgebracht in 1976.

## Verhaal
In 1942, tijdens de Duitse bezetting van Parijs, doet Robert Klein heel goede zaken door kunstwerken van Joden in moeilijkheden over te kopen tegen een lage prijs. Op een morgen treft hij in zijn brievenbus een exemplaar van Les Informations juives aan. Dat is een krant die alleen aan geabonneerden wordt geleverd. De gewiekste zakenman ontdekt al vlug dat er in Parijs een Jood woont die dezelfde naam draagt als hij en dat die gebruikmaakt van zijn naam. Hij beseft dat zijn familienaam op die manier een verdachte bijklank krijgt. Hij gaat op zoek naar de onbekende Klein ...

## Rolverdeling
| Acteur           | Personage                      |
| ---------------- | ------------------------------ |
| Alain Delon      | Robert Klein                   |
| Jeanne Moreau    | Florence                       |
| Francine Bergé   | Nicole                         |
| Juliet Berto     | Jeanine                        |
| Jean Bouise      | de verkoper                    |
| Suzanne Flon     | de conciërge                   |
| Massimo Girotti  | Charles                        |
| Michael Lonsdale | Pierre                         |
| Louis Seigner    | de vader van Robert Klein      |
| Michel Aumont    | de ambtenaar van de prefectuur |
| Roland Bertin    | de beheerder van de krant      |
| Gérard Jugnot    | de fotograaf                   |
| Pierre Vernier   | een politieagent               |
| Etienne Chicot   | een politieagent               |